# Applecross

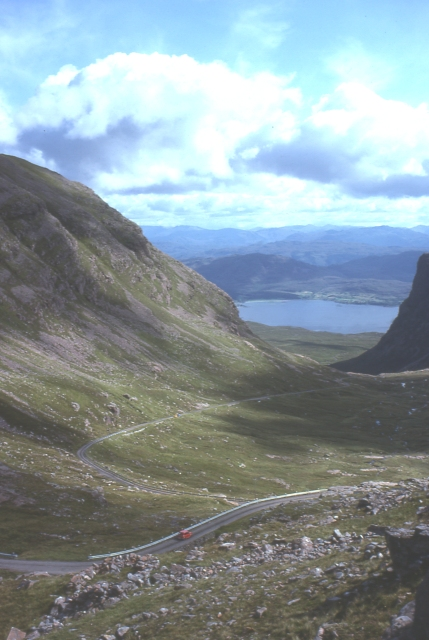
Bealach na Ba va ser, fins a la dècada de 1970, l'única carretera que unia Applecross amb la resta del país

La península d'Applecross (en gaèlic escocès:A' Chomraich, ‘El Santuari’) és una península al Wester Ross, a l'oest de les Terres altes d'Escòcia. El nom d'Applecross té com a mínim 1.300 anys d'antiguitat. Hi ha una petita població a la badia d'Applecross i davant té l'illa de Raasay.

## Geografia
La petita població que en alguns mapes figura amb el nom d'Applecross, es diu realment 'Shore Street' i localment rep el nom simplement de 'The Street'. El nom d'Applecross s'aplica a tots els assentaments al voltant de la península, incloent Toscaig, Culduie, Camusterrach, Milltown, Sand, 'The Street', Lonbain i molts altres. Applecross també és el nom de l'estate i la parròquia civil, que inclou Shieldaig i Torridon, i té una població de 544 habitants. El petit Riu Applecross discorre dins la badia a Applecross.
Extremadament aïllada, Applecross només va ser accessible per barca fins al principi del segle XX i durant molts anys l'única carretera era Bealach na Ba (el pas de les vaques) que arribava fins als 626 m d'altitud, per sota dels 774 m del Sgùrr a' Chaorachain. Actualment l'assentament està connectat també per una carretera costanera que va per Shieldaig i Torridon passant a la vora del llac Loch Torridon.

## Història
El nom d'Applecrosssitzacó del nom picte Aporcrosan, 'confluència del riu Crossan' (en gaèlic escocès:Obar Crosain}). Històricament l'assentament està lligat a Sant Máelrubai o Maelrubha, un sant irlandès que v venir a Escòcia l'any 671 i va fundar el monestir d'Aporcrosan el 672 dins territori dels pictes. El districte que envoltava el monestir va ser conegut en gaèlic com a' Chomraich, "El Santuari".
Hi ha moltes esglésies dedicades a Maelrubha a Skye i al nord d'Escòcia. Loch Mareei l'illa d'Eilean Ma-Ruibhe també reben el seu nom d'aquest sant.
La zona al voltant d'Applecross es creu que és una de les primeres parts amb pobles d'Escòcia.

## Applecross estate
L'Applecross estate ocupa una extensió de 280 km² i ocupa la major part de la península.
A la segona meitat del segle xvi, les terres d'Applecross van passar a ser propietat d'Alexander Mackenzie (que morí el 1650), un fill il·legítim de Colin Cam Mackenzie de Kintail. A la meitat del segle xix el territori va ser venut a Francis D'Arcy-Osborne 7è Duc de Leeds.
Actualment l'Estate pertany a l'Applecross Trust.

## Economia
El juliol de 2010 es va fer una invesrió de 40.000 lliures esterlines per obrir la primera gasolinera automàtica del Regne Unit que funciona amb targeta de crèdir.